# 白泰𣞻
白泰𣞻（越南语：／，1874年—1932年7月22日），或译作白泰培，越南企业家，20世纪初越南民族资产阶级的代表人物之一。他主要经营汽船运输业，並拥有“水运之王”（Vua tàu thủy）的称号。

## 生平
白泰𣞻于嗣德二十七年（1874年）出生于越南北部的河东省安福村（今河内市青池县）的一户农民家庭，本名杜泰宝（Đỗ Thái Bửu），其父早逝，因此，他年龄稍长便随母亲在街头摆摊谋生，过着清贫的生活，後被一名白姓富人收养，並改名为“白泰𣞻”，随即进入法国贸易公司工作，学习了法语和法式经商方式。成泰七年（1895年），他被北圻总督选去参加在法国波尔多举办的博览会，介绍北圻产品，在旅法期间，他接触了法国现代化的文明，並萌生了创业的想法，回到越南後，他开始与法国人合作，向殖民政府的铁路建设专案提供枕木，随即因此致富，并开始独立创业。
1909年，当马尔蒂公司（Marty-D’Abbdie）的船舶租赁合同到期时，白泰𣞻立即租用了3艘汽船，并将其重新以越南语命名，随即开始经营从南定至河内、南定至𤅶水（今荣市）的两条水路航线，此后，其旗下的船舶数量亦有所增加，航线拓展至海防市、宣光、岘港，亦在海防市建立了造船厂，打破了法国人及华人对越南水运的垄断。在第一次世界大战期间，法国忙于抵御德国入侵，因此难以顾及其在远东的殖民地，白泰𣞻的企业迅速做大，成为拥有超过1,500名员工，业务横跨航运业、煤炭工业、造船工业及新闻出版业的大型公司，他还试图在北圻的一些城市参与在地的公共工程建设，但未完成便于1932年7月22日因心脏病逝世，葬于家乡河内市河东郡。
白泰𣞻在现代越南受到纪念，越南人将其称为“水运之王”，不少城市也有以其命名的街道。